# Acide dithioneux
L'acide dithioneux est un oxoacide de soufre de formule chimique H2S2O4. Il est très instable sous sa forme pure mais ses sels, appelés dithionites, sont stables.